# Kelly Petillo
Cavino Michele "Kelly" Petillo (Philadelphia (Pennsylvania), 5 december 1903 - Los Angeles (Californië), 30 juni 1970) was een Amerikaans autocoureur. Hij won de Indianapolis 500 in 1935. Hij was de eerste coureur die met een Offenhauser motor won, het bekende "Offy" motormerk dat de Indy 500 vierentwintig keer won.
Petillo reed tussen 1932 en 1941 de Indianapolis 500 negen jaar op rij. Enkel één keer eindigde hij de race op een top 10-plaats, toen hij de race in 1935 won voor Wilbur Shaw. Het jaar daarvoor was hij vanaf poleposition vertrokken en werd elfde, zijn tweede beste resultaat tijdens een Indy 500. Tijdens het jaar van zijn overwinning won hij eveneens de races op de Minnesota State Fair Speedway en de Langhorne Speedway in zijn geboortestaat Pennsylvania en won daarmee het AAA-kampioenschap, de voorloper van de huidige IndyCar Series. Hij overleed in 1970 op 66-jarige leeftijd.